# Otto Paajanen
Otto Paajanen, född 13 september 1992 i Loppis, Egentliga Tavastland, är en finländsk professionell ishockeyspelare (center) som spelar för Kookoo i FM-ligan i ishockey.